# The Other Club

The Other Club (l'autre club en français) est un club de restauration politique fondé en 1911 par Winston Churchill et F.E. Smith. Ses réunions se faisaient toutes les deux semaines à l'hôtel Savoy, lors des périodes de sessions parlementaires. Le club a accueilli au fil des ans de nombreux leaders politiques et non-politiques britanniques.